# Улица Келбаснича
Улица Келбаснича (пол. Ulica Kiełbaśnicza) — улица во Вроцлаве в историческом районе Старый город. Идёт от Соляной площади к улице Новы Свят. Длина улицы около 350 м.

## История
Проложена около 1242 года. Шла на север к городским стенам у реки Одра. В 1368 году по оси улицы в стене были пробиты ворота, называемые Мельничными, по мельницам и промышленным предприятиям, расположенным напротив улицы на острове Кемпе Мещаньский. В 1581 году была пристроена башня с проездом. Калитку разобрали в начале XIX века.
Восточная сторона улицы, расположенная в задней части западной застройки Рыночной площади, был включен в состав больших патрицианских владений, а восточный фасад также являлся тыльной частью владений на улице Жезнича. На этом участке хозяйственные постройки для владений располагались на других, параллельных улицах и площадях, в связи с чем улица не имела названия. Кирпичные постройки появились на улице с конца XIII века на участках № 5 и 7, а под № 20 стоял один из самых больших доходных домов в городе.
Застройка улицы серьёзно пострадала в конце Второй мировой войны (весна 1945 года).

## Достопримечательности
д. 32 — доходный дом «Под тремя неграми» (пол. Kamienica «Pod Trzema Murzynami»)
Костёл святой Елизаветы